# Mohammed Sylla
Mohammed Sylla (auch als Momo Sylla bekannt, * 13. März 1977 in Bouaké, Elfenbeinküste) ist ein ehemaliger guineischer Fußballspieler.

## Karriere

### Verein
Mohammed „Momo“ Sylla wurde im Jahr 1977 als jüngstes von sechs Kindern in Bouaké, einer Stadt in der Elfenbeinküste, geboren. Im Alter von  zehn Jahren zog er mit seiner Familie in die französische Hauptstadt Paris. Seine professionelle Fußballkarriere begann Sylla im Jahr 1995 bei der US Créteil, einem Vorort der Millionenstadt. Nach einer Saison wechselte er in die zweite Mannschaft des Le Havre AC, für die er von 1996 bis 1999 spielte. Unterbrochen wurde diese Zeit durch eine Leihe zu Olympique Noisy-le-Sec in der Spielzeit 1997/98. Nach seiner Rückkehr in Le Havre absolvierte der Mittelfeldspieler sieben Einsätze in der ersten Mannschaft. In der Saison 1999/2000 stand er beim Le Mans FC unter Vertrag, bevor Sylla nach Schottland zum FC St. Johnstone wechselte. Bei den Saints aus Perth avancierte er zum Stammspieler in der Mannschaft von Sandy Clark und absolvierte 35 von möglichen 38 Ligaspielen und schoss dabei fünf Tore. Im August wechselte Sylla für eine Ablösesumme von 650.000 £ zum Ligakonkurrenten Celtic Glasgow. Er debütierte ausgerechnet gegen seinen alten Club St. Johnstone im Ligaspiel der Scottish Premier League am 28. Juli 2001. Während seiner Zeit in Glasgow gewann er zweimal die Schottische Meisterschaft und den  Schottischen Pokal. Von 2005 bis 2007 stand Sylla in England bei Leicester City unter Vertrag, bevor er im Jahr 2007 seine Karriere beim FC Kilmarnock beendete.

### Nationalmannschaft
Der gebürtig aus der Elfenbeinküste stammende Mohammed Sylla bestritt von 1999 bis 2007 insgesamt 21 Länderspiele für die Guineische Fußballnationalmannschaft. Mit der Landesauswahl aus Guinea nahm er an der Fußball-Afrikameisterschaft 2006 in Ägypten teil. Unter dem französischen Nationaltrainer Patrice Neveu kam Sylla zu einem Einsatz in der Vorrunde gegen Sambia. Das Team aus Westafrika erreichte bei der Afrikameisterschaft das Viertelfinale.

## Erfolge
- mit Celtic Glasgow
  - Schottischer Meister (2): 2002, 2004
  - Schottischer Pokalsieger (2): 2004, 2005